# Peter McParland
Pour les articles homonymes, voir McParland.
Peter James McParland, né le 25 avril 1934 à Newry en Irlande du Nord et mort le 4 mai 2025,,, est un footballeur international nord-irlandais. Il a notamment joué pour Aston Villa, les Wolverhampton Wanderers et le Plymouth Argyle. International nord-irlandais à trente quatre reprises, il participe à la Coupe du monde de football 1958 en Suède et y marque cinq buts en quatre matchs.

## Carrière en club
Peter McParland nait le 25 avril 1934 à Newry dans le Comté de Down en Irlande du Nord. Après avoir joué dans les équipes de jeunes du Dundalk Football Club, il commence sa carrière avec l'équipe première à l'âge de 16 ans lors d'un match de Leinster Senior Cup contre le Bohemian Football Club. Il dispute un total de 23 matchs et marque huit buts jusqu'en 1953. Après un essai raté avec Leeds United, il est remarqué par George Martin le manager d'Aston Villa, le grand club de Birmingham qui joue en première division anglaise. Il recrute McParland pour une somme de £3880.
Peter McParland tient une place particulière dans le football anglais car il est le premier joueur à remporter les deux principales coupes, la Coupe d'Angleterre et la Coule de la Ligue d'Angleterre en marquant en finale. Il est un des meilleurs buteurs et marqueur de la tête des années 1950-1960. Il est considéré comme un des joueurs historiques d'Aston Villa et comme un des meilleurs nord-irlandais de l'histoire.
Durant son passage à Aston Villa il remporte la Coupe d'Angleterre en 1957 en marquant deux buts en finale contre Manchester United. Lors de ce match il est l'auteur d'une action qui reste controversée en bousculant avec l'épaule le gardien adverse Ray Wood ce qui était alors permis par le règlement. Wood reste au sol inconscient avec la mâchoire fracturée.
Toujours avec Aston Villa il remporte le titre en deuxième division en 1961. La même année il remporte la Coupe de la Ligue. Aston Villa retourne le 2-0 encaissé au match aller contre Rotherham United en marquant trois buts au match retour. McParland marque le but de la victoire lors des prolongations.
Il prend sa retraite en 1968 devenant ensuite entraîneur-joueur au Glentoran Football Club puis entraîneur dans différents pays du monde dont Hong Kong dont il est quelque temps l'entraîneur de l'équipe nationale.

## Carrière en équipe nationale
Il participe à la Coupe du monde de football de 1958. Il marque cinq buts et fut 4e meilleur buteur de la compétition. Il marque contre l'Argentine un but et deux contre l'Allemagne, permettant à ses compatriotes d'obtenir un point face aux tenants du titre, il marque aussi un doublé face à la Tchécoslovaquie. 
| #  | Date            | Ville                   | Adversaire           | Résultat | Compétition                     |
| -- | --------------- | ----------------------- | -------------------- | -------- | ------------------------------- |
| 1  | 31 mars 1954    | Wrexham, Pays de Galles | Pays de Galles       | 2–0      | British Home Championship 1954  |
| 2  | 31 mars 1954    | Wrexham, Pays de Galles | Pays de Galles       | 2–0      | British Home Championship 1954  |
| 3  | 11 juin 1958    | Halmstad, Suède         | Argentine            | 1–3      | Coupe du monde de football 1958 |
| 4  | 15 juin 1958    | Malmö, Suède            | Allemagne de l'Ouest | 2–2      | Coupe du monde de football 1958 |
| 5  | 15 juin 1958    | Malmö, Suède            | Allemagne de l'Ouest | 2–2      | Coupe du monde de football 1958 |
| 6  | 17 juin 1958    | Malmö, Suède            | Tchécoslovaquie      | 2–1      | Coupe du monde de football 1958 |
| 7  | 17 juin 1958    | Malmö, Suède            | Tchécoslovaquie      | 2–1      | Coupe du monde de football 1958 |
| 8  | 22 avril 1959   | Wrexham, Pays de Galles | Pays de Galles       | 4–1      | British Home Championship 1959  |
| 9  | 22 avril 1959   | Wrexham, Pays de Galles | Pays de Galles       | 4–1      | British Home Championship 1959  |
| 10 | 9 novembre 1960 | Glasgow, Écosse         | Écosse               | 2–5      | British Home Championship 1961  |